# Château de Vocance
Le château de Vocance est un château situé à Vocance, en France.
Lieu de refuge et de justice, le château administrait les cinq communes de la vallée de la Vocance. Ses bâtiments étaient plus nombreux qu'aujourd'hui et constituaient une petite cité fortifiée, dominée par un donjon, sur la rive gauche de la Cance. Le site a appartenu à différentes familles, puis son déclin a suivi celui de la féodalité. Il reste de cet ensemble surtout ses bâtiments d'entrée, au bord de la rivière, que leur propriétaire actuel restaure progressivement. Le site est inscrit comme monument historique depuis 1986. Il accueille de temps en temps des stages de musique ancienne.

## Localisation
Le château est situé sur la commune de Vocance, dans le département français de l'Ardèche.

## Historique
L'édifice, construit aux 15e et 16e siècles, est inscrit au titre des monuments historiques en 1986.